# Linda A. Morabito-Kelly

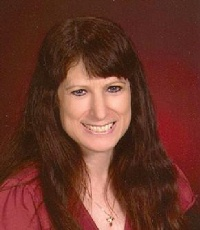
Linda Morabito

Linda A. Morabito-Kelly (* 21. November 1953 in Vancouver, Kanada) ist eine ehemalige Angestellte des Jet Propulsion Laboratory während der Voyager-1- und Voyager-2-Missionen zu den äußeren Planeten. Sie war als Navigationsingenieurin des optischen Navigations- und Bildverarbeitungssystems (Optical Navigation Imaging Processing System, kurz ONIPS) tätig.
Als sie Fotos von Voyager 1 vom Planeten Jupiter am 8. März 1979 untersuchte, fiel ihr auf den Fotos vom Mond Io eine 300 Kilometer hohe Wolke entlang des Mondrandes auf. Dies war die erste Entdeckung von aktivem Vulkanismus auf einem fremden Himmelskörper. Später wurde sie zur Programmentwicklungsleiterin der Planetary Society.
Nach ihr wurde der Asteroid (3106) Morabito benannt.